# Алтевер (Норденвелд)
Алтевер (нід. Alteveer) — селище в нідерландській провінції Дренте. Входить до муніципалітету Норденвелд.
Перша згадка про населений пункт датується 1850-ими роками.